# Cheng Shu
Cheng Shu (chiń. 成淑; ur. 11 lipca 1987 w Nantong) – chińska badmintonistka, dwukrotna medalistka Mistrzostw Świata. 